# Taio Cruz
Taio Cruz, nacido como Adetayo Ayowale Onile-Ere(Brent, Londres, 23 de abril de 1980),es un cantante, compositor y productor musical británico.
En 2008 lanzó su primera incursión discográfica llamada «Departure» que fue hecha y producida por él mismo. En octubre de 2009 lanzó su segundo disco llamado Rokstarr que lo llevaría más tarde, con su sencillo "Break Your Heart" y Dynamite, a lo más alto de las listas musicales. Al margen de estas dos producciones, ha colaborado con diversos artistas como McFly, Cheryl Cole, Kylie Minogue, Sugababes y Brandy.
Taio Cruz ha trabajado junto a Sugababes, The Saturdays, JLS, Akon, Usher, Mya, Keke Palmer, Brit & Alex, Vawn, Alexandra Burke, Esmee Denters, Mutya Buena, Tinchy Stryder, Will Young, David Guetta, Tujamo, McFly, Kylie Minogue, Ludacris, Travie McCoy, Ke$ha y Justin Bieber

## Trayectoria
Su padre es de origen nigeriano y su madre de origen brasileño. Cruz es el fundador y C.E.O de Rokstarr Music London. En el año 2006 hizo su debut con su sencillo "I Just Wanna Know". También en 2006 entró en una especie de sociedad junto UMusic Companie, Republic Record e Island Records.
Su éxito "Break Your Heart", junto a Ludacris, alcanzó lo más alto de las listas de los más descargados en iTunes en los Estados Unidos.
En 2010 cooperó con el tema "Telling the World" para la banda sonora de la película Río, tema que en poco tiempo ha obtenido un gran éxito.

### ÁlbumDeparture(2008-2009)
Su álbum Departure fue lanzado en el Reino Unido el 18 de marzo de 2008. El álbum fue producido y escrito por el mismo Taio Cruz, después de su éxito con sus propios sencillos, tuvo reuniones laborales con Simon Cowell quien apreció que el escribiera y produjera a cantantes como Alexandra Burke, Leona Lewis y Shayne Ward. Aún en 2008 viajó a Filadelfia (Estados Unidos) para trabajar junto al productor Jim Beanz para nueva música para Brandy, Britney Spears y Justin Timberlake.

### ÁlbumRokstarr(2009-2010)
En octubre de 2009, Taio Cruz lanzaría su segundo álbum llamado Rokstarr junto a su primer sencillo "Break Your Heart" que se convirtió en uno de sus grandes éxitos, también en este disco colaboran Artistas como Kesha y Tinchy Strider, con Dirty Picture y Take Me Back, respectivamente. Su sencillo "Break Your Heart" estuvo a la cabeza de los sencillos más pedidos en UK 3 semanas consecutivas. "Break Your Heart" alcanzó el puesto número 1 en los Billboard Hot 100, en la semana del 20 de marzo de 2010. El 4 de septiembre de 2010 alcanzó el número 1 en la lista española de Los 40 Principales.
También su sencillo "Dynamite" consiguió una gran aceptación y consolidó su trayectoria.

### ÁlbumTY.O(2011-2012)
Taio Cruz regresaría el 6 de diciembre de 2011 con un nuevo álbum de estudio, titulado ‘TY.O‘.
Este disco estará formado por los siguientes temas:
01. "Hangover" (feat. Flo Rida)
02. "Troublemaker"
03. There She Goes (feat. Pitbull)
04. Shotcaller
05. Make It Last Forever
06. World In Our Hands
07. Tattoo
08. Play
09. You’re Beautiful
10. Telling the World
11. Little Bad Girl (David Guetta featuring Taio Cruz & Ludacris)
Luego de sacar su segundo álbum, lanzó una línea de gafas de sol, que él mismo ha ido promocionando en sus videos "No Other One" y "Break Your Heart" y que se venden a través de la página con el mismo nombre.

## Discografía
| Álbumes de estudio - Departure (2008) - Rokstarr (2009) - TY.O (2011) - Tie • Oh (2023) Recopilatorios - The Rokstarr Collection | Singles - 2006: I Just Wanna Know - 2007: Moving On - 2008: Come On Girl (Con Luciana) - 2008: I Can Be - 2008: She's Like a Star - 2009: Break Your Heart (Con Ludacris) - 2009: No Other One - 2010: Dirty Picture (Con Ke$ha) - 2010: Dynamite - 2010: Higher (Con Kylie Minogue) - 2011: Telling the World - 2011: Hangover (Con Flo Rida) - 2011: Troublemaker - 2012: There She Goes (Con Pitbull) - 2012: World in Our Hands - 2012: Fast Car - 2015: Do What You Like - 2017: Row the Body (Con French Montana) Otros sencillos y versiones - Higher (Con Travie McCoy) - Falling in Love - Telling the World | Colaboraciones - 2003: Rainfall (Con Nitin Sawhney) - 2009: Take Me Back (Con Tinchy Stryder) - 2010: Second Chance (Con Tinchy Stryder) - 2010: Shine a Light (Con McFly) - 2011: Cryin Over You (Con Nightcrawlers) - 2011: Little Bad Girl (Con David Guetta & Ludacris) - 2012: You Should Be Dancing (The Bee Gees con Jessie J, Tinie Tempah y Taio Cruz) - 2015: Booty Bounce (Con Tujamo) - 2018: Me On You (Con Nicky Romero) Otras versiones - She's like a Star (Con Sugababes & Busta Rhymes) - Dirty Picture (Con Paulina Rubio & Fabulous) - Dynamite (Con Jennifer Lopez) - Higher (Con Kimberly Wyatt) |